# Appendichordella
Appendichordella amicta — вид грибів, що належить до монотипового роду  Appendichordella.